# Xi’an Aircraft
Die Xi’an Aircraft Industrial Corporation oder Xi’an Aircraft Company, kurz XAC, chinesisch 西安飞机工业集团, ist ein chinesischer Flugzeughersteller mit Sitz in Xi’an und Teil des Konsortiums AVICI. Das 1958 gegründete Unternehmen beschäftigt mehr als 20.000 Mitarbeiter.
Xi’an Aircraft produziert überwiegend Militärflugzeuge für die chinesische Luftwaffe und die Marine sowie zivile Transportflugzeuge. Seit 1980 ist XAC Zulieferer für westliche Kunden, darunter Boeing und Airbus. Daneben stellt das Unternehmen Autobusse, Fassadenteile und weitere Produkte her.

## Beteiligungen
Seit Herbst 2009 hält Xi’an Aircraft die Mehrheit (91,25 %) am oberösterreichischen Flugzeugzulieferer FACC.

## Produkte

### Transportflugzeuge
- Xi’an MA60 – zweimotoriges Verkehrsflugzeug auf Basis der Antonow An-26
- Xi’an MA600 – verbesserte Version der MA60 mit moderneren Triebwerken und Avionik
- Xi’an MA700 – größere Variante mit bis zu 85 Sitzplätzen
- Yun-7 (Shaanxi Y-7) – chinesische Version der Antonow An-24
- Yun-8 (Shaanxi Y-8) – chinesische Version der Antonow An-12
- Yun-9 (Shaanxi Y-9) – gestreckte Version der Y-8
- Yun-14 (Y-14) – chinesische Version der Antonow An-26
- Xian Y-20 – vierstrahliges Transportflugzeug

### Bomber
- Xian H-6 – chinesische Version des Bombers Tupolew Tu-16 Badger
- Xian H-8 – vierstrahliger schwerer Bomber
- Xian JH-7 – zweistrahliges Schlachtflugzeug

### Schulflugzeuge
- Y-7H Ausbildungsversion der Y-7-100

### Flugzeugkomponenten
- Tragflächen und Rumpf der Comac C909